# 蘇桐
蘇桐（1910年2月19日—1974年11月26日），本名蘇同，台灣琴師、作曲家，善演奏揚琴。

## 生平
本是歌仔戲揚琴師，后到古倫美亞唱片（Columbia）、勝利（Victor）2家唱片公司創作台語流行歌曲。1936年，與陳秋霖、陳水柳參加「台灣新東洋樂研究會」，共同研製出「鼓吹弦」（古吹弦），也就是「鐵弦」，國語叫做「喇叭弦」或「喇叭琴」，現在歌仔戲音樂、客家山歌和客家戲曲音樂還使用，歌仔戲喇叭弦定弦比照廣東高胡，客家音樂喇叭弦定弦純4度或純5度。
1937年，中日戰爭爆發後，他成為僅有的3位被日本人留用的台灣戲曲樂師（蘇桐、陳秋霖、陳水柳）其中1位，參加日軍的「明光新劇團」（文藝工作隊；藝工隊；文工團性質），給宣傳劇伴奏。
1960年代成立的台視正聲天馬歌劇團后，他和陳冠華、許再添是主要樂師，捧紅了楊麗花。曾擔任多部電視歌仔戲的音樂指導，《三進士》、《萬古流芳》等戲有唱片行世。簡永福、李國治是他的學生。1974年11月26日在台北市九號水門租處去世。劉鐘元先生(後來的河洛歌子戲團團長)發起劇團團員集體募資幫忙處理後事，火化後安厝在台北中和禪寺。
其譜曲作品廣為傳唱，尤其《農村曲》《雙雁影》《日日春》《青春嶺》《青春悲喜曲》等作品已經成為台灣歌謠經典曲目。現代台語歌曲創作人陳明章也坦承受他影響很大。

## 台語流行歌曲調創作

### 陳君玉作詞
- 《半夜調》
- 《隔壁兄》
- 《月下相褒》

### 李臨秋作詞
- 《懺悔》
- 《倡門賢母》

### 陳達儒作詞
- 《農村曲》
- 《雙雁影》
- 《日日春》
- 《青春嶺》
- 《一剪梅》
- 《姊妹愛》
- 《青春悲喜曲》
- 《母啊喂》
- 《煙酒歌》

## 歌仔戲新調作曲
- 《更鼓反》
- 《風蕭蕭》（首用於《萬古流芳》1劇）
- 《恩愛》（《恩愛調》）
- 《望月詞》（《觀音得道》，1說係記譜整理）

## 電視歌仔戲音樂指導
- 《三進士》
- 《萬古流芳》

## 影視形象
| 年份 | 作品          | 演員   |
| ---- | ------------- | ------ |
| 2012 | 歌謠風華-初聲 | 郭耀仁 |